# Sidusa marmorea
Sidusa marmorea là một loài nhện trong họ Salticidae.
Loài này thuộc chi Sidusa. Sidusa marmorea được Frederick Octavius Pickard-Cambridge miêu tả năm 1901.